# Kirche Grasberg

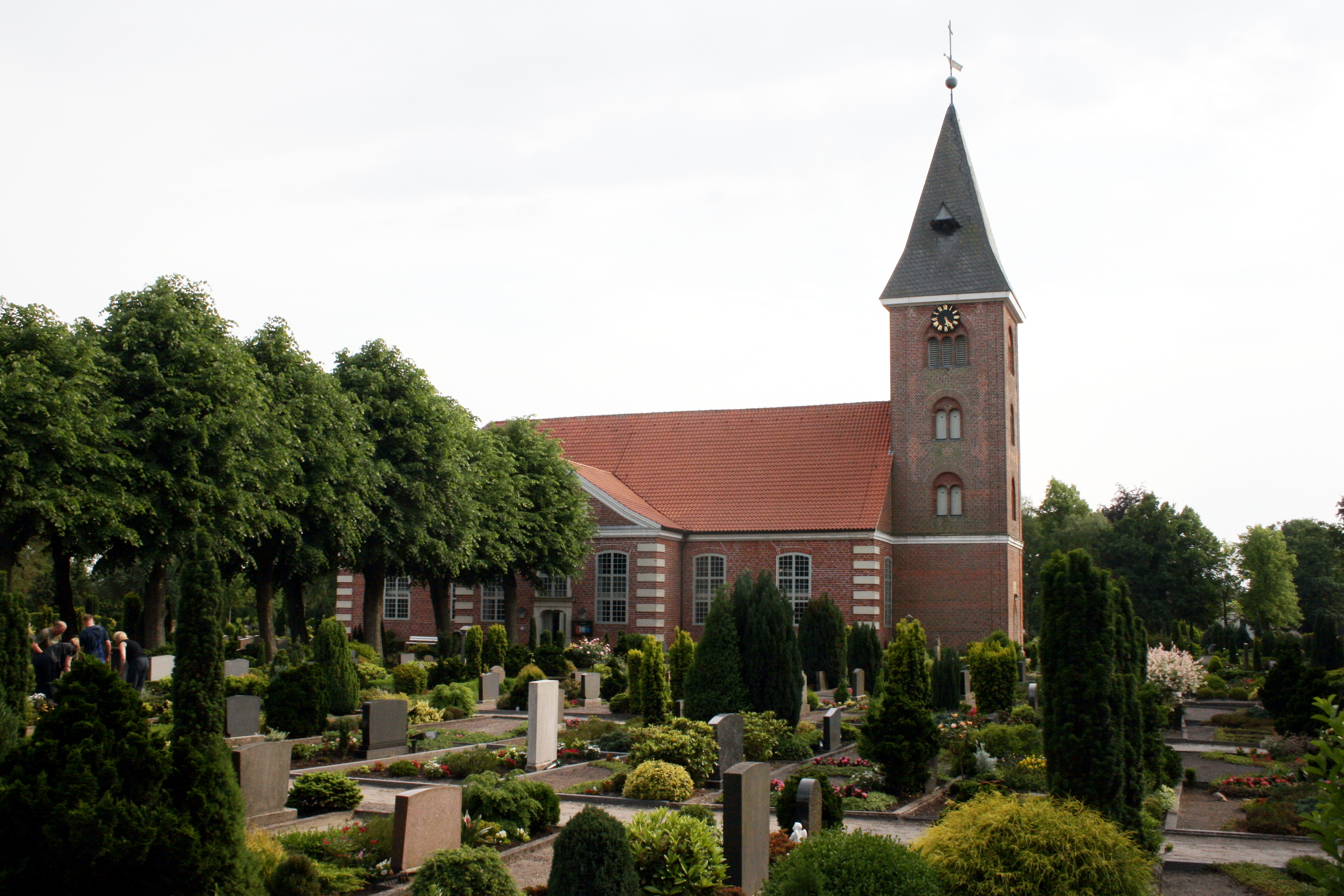
Kirche Grasberg

Die evangelisch-lutherische Kirche Grasberg steht auf dem Kirchfriedhof von Grasberg, einer Gemeinde im Landkreis Osterholz in Niedersachsen. Die Kirchengemeinde gehört zum Kirchenkreis Osterholz-Scharmbeck im Sprengel Stade der Evangelisch-lutherischen Landeskirche Hannovers.
Das Gebäude steht unter Denkmalschutz (siehe auch Liste der Baudenkmale in Grasberg).

## Geschichte und Beschreibung
Die frühklassizistische Kirche aus Backsteinen, mit hell gestrichenen Eckverzahnungen und Gesimsen und ziegelgedecktem Walmdach, das ursprünglich auch nach Westen abgewalmt war. wurde ab 1785 nach einem Entwurf von Jürgen Christian Findorff erbaut. Sie wurde am 1. November 1789 von Landessuperintendent Johann Hinrich Pratje eingeweiht.
An der Nordseite des Langhauses befindet sich ein Risalit, dessen Satteldach in das des Langhauses einschneidet. Ein Anbau an der Südseite ist ein kleiner Querarm. Mit der letzten Renovierung 1988/89 wurde das ursprüngliche Raumbild des mit einem hölzernen Tonnengewölbe überspannten und mit dreiseitig umlaufenden Emporen versehenen Innenraums wiederhergestellt, der seitdem wieder querorientiert ist bezogen auf den Kanzelaltar an der Südwand. Der Kanzelaltar wurde vor die südliche Längswand gestellt, sodass die Teilnehmer des Gottesdienstes im Halbkreis um ihn herum sitzen.
Der Kirchturm, der mit einem spitzen, schiefergedeckten Pyramidendach bedeckt ist, wurde 1841 (Inschrift) angebaut. 1889 erhielt er die Turmuhr, die von J. F. Weule gebaut wurde. Eine Schlagglocke hängt an der Turmspitze. 

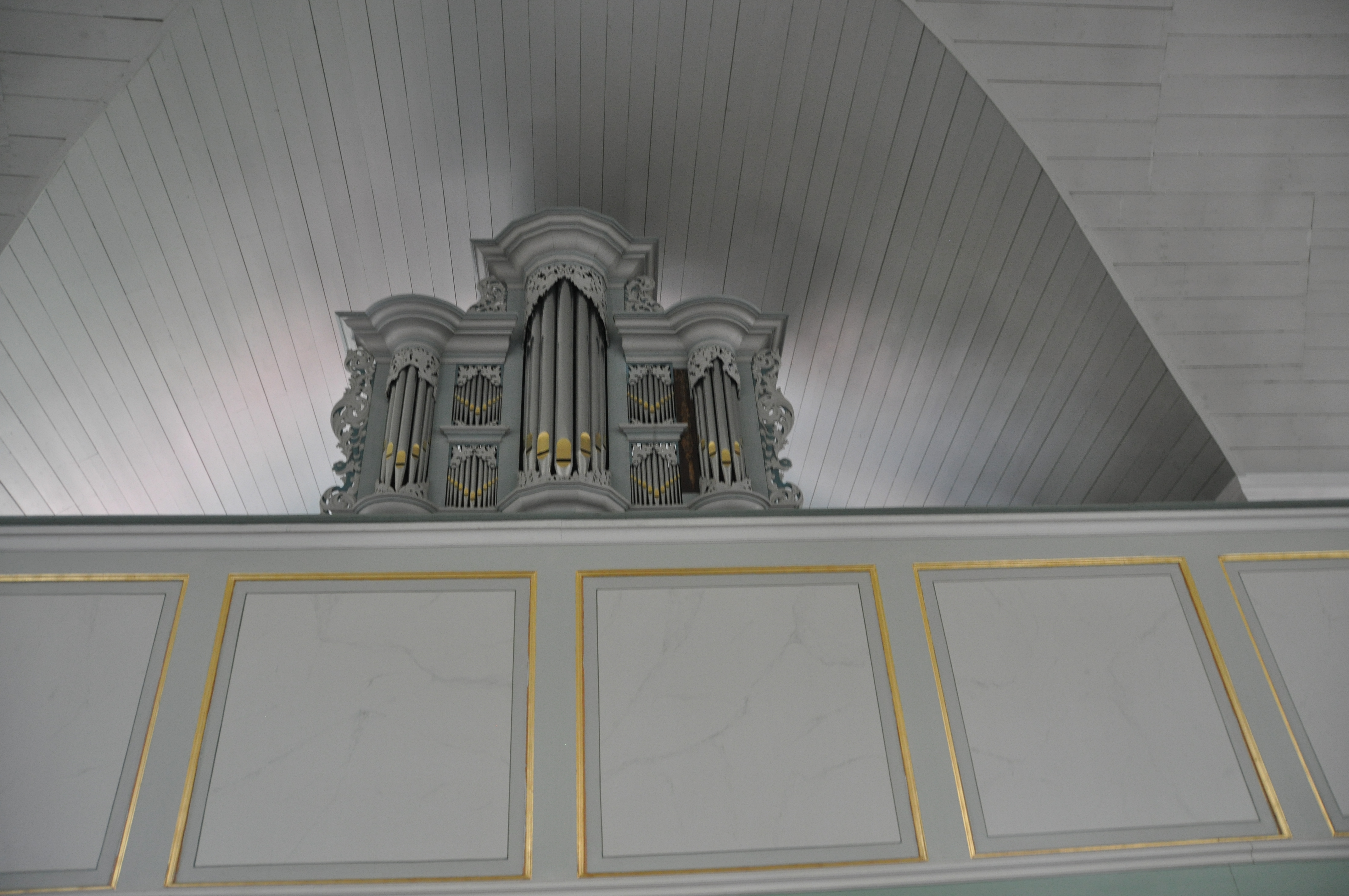
Orgel

### Orgel
Die Orgel mit heute 21 Registern auf zwei Manualen und Pedal geht auf ein Werk zurück, das im Jahr 1694 von Arp Schnitger für das Hamburger Waisenhaus erbaut worden war, 1788 hierher transportiert und seitdem mehrfach überarbeitet wurde.

### Geläute
Im Glockenstuhl des Turms hängen vier Kirchenglocken:
| Schlagton | Gießer                             | Gießjahr |
| --------- | ---------------------------------- | -------- |
| gis′      | Glocken- und Kunstgießerei Rincker | 1952     |
| h′        | Heinrich Albrecht Bock             | ?        |
| dis″      | Glocken- und Kunstgießerei Rincker | 1959     |
| e″        | Glocken- und Kunstgießerei Rincker | 1959     |

## Friedhof
Die Kirche umgebender Friedhof mit streng nach den vier Himmelsrichtungen ausgerichteten Wegen und Parzellen. Planmäßig angelegt bei Erbauung der Kirche ab 1789. Auf dem Friedhof sind mehrere alte Grabsteine erhalten (u.a, Grabsteine für NLD-Mitarbeiter Johann Heinrich Warnken und Catharina Margaretha Gerken). Der zeitgleich erstellte Friedhof steht unter Denkmalschutz.